# Elektronikentsorgung
Elektronikentsorgung beschreibt die Verfahren und rechtlichen Grundlagen in Deutschland, nach denen gebrauchte Geräte der Elektrotechnik und Elektronik von den Geräteherstellern zur Entsorgung und Beseitigung zurückgenommen werden müssen.

## Rechtliche Grundlage
Gebrauchte Geräte der Elektrotechnik und der Elektronik stellen wegen der zu entsorgenden großen Menge ein bedeutendes umweltpolitisches Problem dar. Die Vielfalt der verwendeten Stoffe und die davon ausgehenden Risiken sind nur schwer abzuschätzen. Im Jahr 1998 fielen innerhalb der Europäischen Union ca. sechs Millionen Tonnen Elektro- und Elektronikschrott an. Von dieser Menge wurden etwa 90 % noch auf Deponien entsorgt oder ohne Vorbehandlung der Verbrennung oder der Metallrecyclingkette zugeführt. Die erheblichen Emissionen an Schwermetallen, Phthalaten und extrem toxischen Dioxin- und Furanverbindungen sind als sehr bedenklich zu betrachten (Europäische Kommission 2000: 8).
Um dem Anliegen einer nachhaltigen europäischen Abfallwirtschaftspolitik im Bereich der elektronischen Reststoffe mehr Gewicht zu verleihen, hat die Europäische Union eine Diskussion bezüglich einer EG-Richtlinie und deren Umsetzung angestoßen. Die EG-Richtlinie über Elektro- und Elektronikaltgeräte (WEEE-RL) weist den Herstellern bzw. „Inverkehrbringern“ bestimmter Produktgruppen eine Produktverantwortung zu. Die Richtlinie wurde am 27. Januar 2003 nach zähem Ringen verabschiedet und seit September 2004 in nationales Recht umgewandelt. Auf deutscher Bundesebene zielt das Kreislaufwirtschafts- und Abfallgesetz (KrW-/AbfG) vom 27. September 1994 (BGBl. I S. 2705) auf die Produktverantwortung ab. Hieraus und aus der EG-Richtlinie zur Entsorgung von elektronischen Altgeräten entstand das Elektro- und Elektronikgerätegesetz (ElektroG). Ein wichtiges Instrument in diesem Zusammenhang stellt die sog. Rücknahmeverpflichtung bzw. Entsorgungspflicht dar. Darüber hinaus wurde am 21. Oktober 2003 beschlossen die VDI-Richtlinie 2343 – Recycling von elektr(on)ischen Geräten zu überarbeiten. Diese gibt Anmerkungen und Handlungsempfehlungen zum Umgang mit Elektro- und Elektronikaltgeräten und wird künftig die Aspekte der Grundlagen, Logistik, Demontage, Aufbereitung, Verwertung, Vermarktung und Wiederverwendung (ReUse) beinhalten.
Ziel ist es, Abfälle aus Elektro- und Elektronikgeräten zu vermeiden sowie die Wiederverwendung und andere Formen des Recyclings der Altgeräte bzw. von Produktteilen zu fördern.

## Stoffentfrachtung
Die elektronischen Altgeräte werden in den meisten Fällen manuell zerlegt und in die einzelnen Wertstofffraktionen sortiert. Es fallen unter anderem an: Kupfer, Silber, Gold, Tantal, Aluminium und Zinn. Die Fraktionierung dient der zielgerichteten Vorsortierung einzelner Bauteile mit bestimmten Materialien als Inhaltsstoffe. Nach der manuellen Fraktionierung werden die so gesammelten Kontingente einer mechanischen und chemischen Trennung zugeführt. Die einzelnen Wertstoffe werden in verschiedenen Verfahren wiedergewonnen und sortenrein separiert, um sie für eine Wiederverwendung vorzubereiten. Nicht verwertbare, giftige Abfallstoffe, die ebenfalls in diesem Prozess entstehen, werden fachgerecht nach dem Kreislaufwirtschafts- und Abfallgesetz entsorgt und somit unschädlich gemacht.